# Villanueva de Gállego

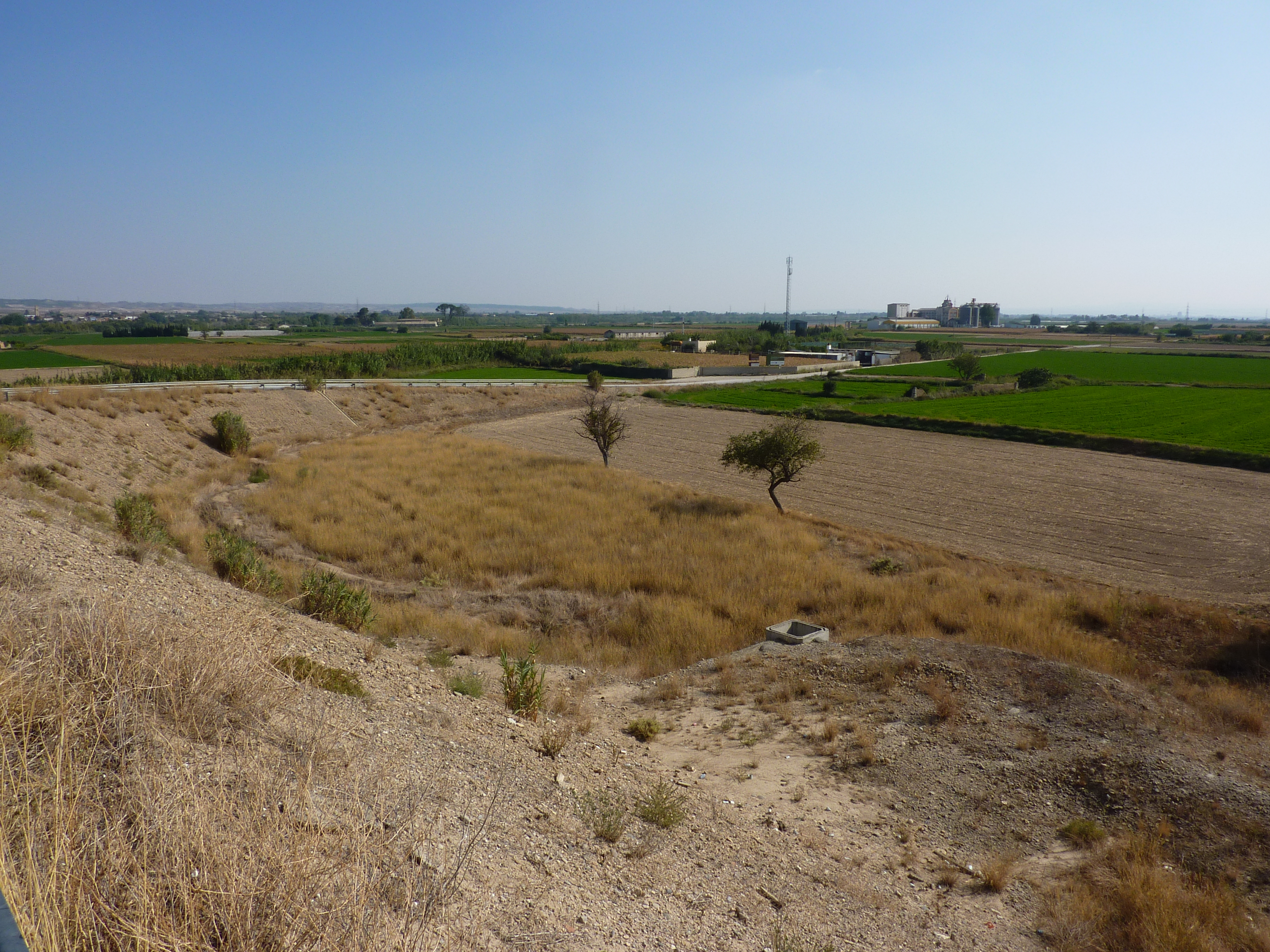

Villanueva de Gállego est une commune d’Espagne, dans la province de Saragosse, communauté autonome d'Aragon, Comarque de Saragosse.

## Jumelage
- Pavie (Gers) (France)